# 3年
| 千纪： | 1千纪                                                                           |
| 世纪： | 前1世纪 \| 1世纪 \| 2世纪                                                       |
| 年代： | 前20年代 \| 前10年代 \| 前0年代 \| 0年代 \| 10年代 \| 20年代 \| 30年代          |
| 年份： | 前3年 \| 前2年 \| 前1年 \| 1年 \| 2年 \| 3年 \| 4年 \| 5年 \| 6年 \| 7年 \| 8年 |
| 纪年： | 西汉元始三年                                                                    |

## 大事记

### 按照地区划分

#### 罗马帝国
- 皇帝奥古斯都统治时间延长10年。
- 奥古斯都提拔他的孙子蓋烏斯·凱撒，并且希望他成为下一任继承人。盖乌斯成为了一名省长，并且派了一个特使团去东方。
- 卢修斯·艾利乌斯·拉米亚和马库斯·瓦列里乌斯·梅萨拉·梅萨利纽斯（英语：Marcus Valerius Messalla Messallinus）任命执政官。

#### 欧洲
- 梅恩尼亚斯成为雅典执政官。
- 五个日耳曼部落被马科曼尼的王马罗博布斯（英语：Maroboduus）统一。这五个部落的统一表示，西里西亚和萨克森地区将对罗马帝国产生直接威胁。

#### 东亚
- 琉璃明王将首都从卒本迁到国内城。
- 王莽立长女王嬿为汉平帝刘衎的皇后；因吕宽案，逼长子王宇自杀，并牵连数百人。

## 各国领袖

### 非洲
- 库施
  - 国王：Natakamani（前1年－20年）
- 毛里塔尼亚
  - 国王：Juba II（前25年－23年）

### 亚洲
- 中国
  - 汉朝
    - 皇帝：汉平帝（前1年－5年）
- 匈奴：乌珠留若鞮单于（前8年－13年）
- 朝鲜
  - 百济：
    - 国王：温祚王（前18年－28年）

  - 东扶余：
    - 国王：带素（前7年－22年）

  - 高句丽：
    - 国王：琉璃王（前19年－18年）

  - 新罗：
    - 国王：朴赫居世居西干（前57年－4年）
- 贵霜帝国
  - 翕侯：赫拉欧斯（1年－30年）

### 欧洲
- 阿特雷巴特
  - 国王：Tincomarus（前20年－7年）
- 卡图维勒尼
  - 国王：Tasciovanus（前20年－9年）
- 高加索伊比里亚
  - 国王：Aderk（前2年－30年）
- 马科曼尼
  - 国王：Marbod（前9年－19年）
- 罗马帝国
  - 皇帝：奥古斯都（前27年－14年）

### 中东
- 卡帕多细亚
  - 国王：Archelaus（前36年－17日）
- 科马吉尼
  - 国王：Antiochus III（前12年－17年）
- 罗马帝国犹太行省
  - 行政官：希律·阿基勞斯（前4年－6年）
- 奈巴提亚
  - 国王：Aretas IV Philopatris（前9年－40年）
- 奥斯若恩
  - 国王：Abgar V（前4年－7年）
- 安息
  - 联合统治者： 
    - 国王：Phraates V（前2年－4年）
    - 女王：Musa（前2年－4年）
- 本都 - 皮托多里斯，本都女王（西元前8年－西元23年）

## 出生
- 班彪，東漢史學家。（死于公元54年,51岁）

## 死亡
- 王宇，西漢外戚，王莽的長子。
- 王仁，西漢外戚，王莽三叔平阿侯王譚之长子，王去疾、王閎、王向之兄。
- 王安，西漢外戚，王商之子，王武之孙，汉宣帝母亲王翁须的侄孙。